# دهنو لوداب
دهنو لوداب، روستایی از توابع بخش لوداب شهرستان بویراحمد در استان کهگیلویه و بویراحمد ایران است.

## شغل
شغل مردم این روستا کشاورزی و دامداری است و محصول شاخص این روستا برنج چمپای لوداب است، همچنین گندم و جو نیز کشت می‌شود. 

## معماری
این روستای زیبا در مجاورت رود لوداب و پای کوه و قریه معروف به چال شاهین و دارای معماری قدیمی و سنتی ایرانی پلکانی مناطق زاگرس نشین می‌باشد. گرچه اکنون بافت و الگوی ساخت روستا دستخوش تغییر شده و از مصالح نوین استفاده می‌گردد، اما در زمان گذشته مصالح بوم آورد این روستا سنگ و خشت و گل و چوب بوده‌است.

## جمعیت
این روستا در دهستان لوداب قرار دارد و براساس سرشماری مرکز آمار ایران در سال ۱۳۸۵، جمعیت آن ۳۹۷ نفر (۸۴خانوار) بوده‌است.